# Phrynobatrachus anotis
Phrynobatrachus anotis är en groddjursart som beskrevs av Schmidt och Robert F. Inger 1959. Phrynobatrachus anotis ingår i släktet Phrynobatrachus och familjen Phrynobatrachidae. IUCN kategoriserar arten globalt som otillräckligt studerad. Inga underarter finns listade i Catalogue of Life.